# (1125) China
(1125) China – planetoida z grupy pasa głównego asteroid, okrążająca Słońce z okresem 5,53 lat w średniej odległości 3,127 au.

## Odkrycie i nazwa
Planetoida została odkryta 30 października 1957 roku w Obserwatorium Astronomicznym Zijinshan w Nankinie. Nazwa planetoidy pochodzi od Chin, kraju, w którym dokonano jej odkrycia. Jej nazwa i numer były wcześniej nadane innej planetoidzie, która na pewien czas została zagubiona, a po odnalezieniu nadano jej nową nazwę (3789) Zhongguo. Przed nadaniem numeru i nazwy planetoida (1125) China nosiła oznaczenie tymczasowe 1957 UN1.

## Poprzednia planetoida o nazwie (1125) China
Podczas studiów w Chicago w 1928 roku chiński astronom Zhang Yuzhe odkrył planetoidę, która otrzymała tymczasowe oznaczenie 1928 UF, a następnie numer 1125. Nazwał ją "China" (Chiny) czyli "中華" (Zhōnghuá) dla uczczenia faktu, że była to pierwsza planetoida odkryta przez Chińczyka. Jednak planetoidy tej nie zaobserwowano po tych początkowych obserwacjach i precyzyjne obliczenie parametrów jej orbity było niemożliwe. Planetoidę uznano za zagubioną.
W 1957 roku w Obserwatorium Astronomicznym Zijinshan w Chinach odkryto nową planetoidę i za zgodą Zhang Yuzhe temu nowemu obiektowi, oznaczonemu jako 1957 UN1, zostało ponownie przydzielone oficjalne oznaczenie (1125) China – w miejsce utraconego 1928 UF.
Jednak w 1986 roku nowo odkryty obiekt 1986 QK1 został zidentyfikowany jako ponownie odkryta planetoida, pierwotnie oznaczona 1928 UF, i obiekt ten został nazwany (3789) Zhongguo. "Zhongguo" ("Kraj Środka") to "Chiny" w języku mandaryńskim.